# Громадянська війна в Лівані
Громадянська війна в Лівані (араб. الحرب الأهلية اللبنانية Al-Ḥarb al-Ahliyyah al-Libnāniyyah) — серія озброєних зіткнень у 1975—1990 роках між різними політичними силами Лівану та військами Сирії та Ізраїлю. Передумови війни можуть бути простежені до конфліктів і політичних компромісів у Лівану після закінчення панування Османської імперії. Важливими були також зміни в демографії Лівану і міжрелігійним конфліктом між християнами та мусульманами Лівану. Сусіди Лівану також мали значні інтереси на його території. Зокрема Сирія намагалася поставити його під свій контроль спираючись на помітний вплив сирійського націоналізму серед мусульманського населення. Ізраїль, своєю чергою, вже вів затяжний прикордонний конфлікт з силами Організації визволення Палестини (ОВП), яка спиралася на значне палестинське населення, що осіло в Лівані після арабо-ізраїльських війн 1949 та 1967 років.
Протягом війни альянси між політичними силами змінювалися швидко і непередбачено. До кінця війни майже кожна партія встигла об'єднатися з і згодом зрадити кожну іншу партію в країні. Особливо тяжкими були 1980-ті, коли після ізраїльської атаки весь Бейрут лежав в руїнах. По всій країні різними силами були здійснені численні воєнні злочини і терористичні акти.
Війна закінчилася Таїфськими угодами в 1989 році, але Ізраїль та лояльна йому Армія Південного Лівану утримували невелику зону безпеки в південному Лівані, яка служила буфером, щоб запобігти нападам на північний Ізраїль, до 2000 року. Сирія, своєю чергою, вивела свої війська у 2005 році під тиском більшості політичних силі Лівану та після дипломатичного втручання США, Франції і ООН внаслідок терористичного акту, здійсненого проти Рафіка Харірі.

## Початок війни
Президент С. Франж'є намагався домогтись примирення між супротивними політичними силами — блоком ПСП і мусульманськими силами з одного боку, і християнськими партіями з іншого. Уряди Сагиба Салама (1970—1973), Аміна аль-Хафеза (1973) і Такиеддіна Сольха (1973—1974) включали в свій склад прихильників обох таборів. Але відносини між ними продовжували погіршуватися.
У травні 1973 почалися озброєні зіткнення між ліванськими урядовими військами і палестинськими загонами. В результаті палестинські організації були вимушені піти на деякі поступки відповідно до Мелькартського протоколу, підписаного як додаток до Каїрської угоди. «Катаїб» і інші християнські партії вимагали підсилити контроль над палестинськими загонами. Більшість мусульманських політиків підтримали Організацію Визволення Палестини (ОВП). Найбільші політичні рухи створили свої власні озброєні формування. З весни 1974 між ними виникали спорадичні зіткнення. Після того, як 13 квітня 1975 автобус з палестинцями зазнав нападу фалангістів (прихильників «Катаїб») в столичному християнському кварталі Айн-Руммана у відповідь на вбивство охоронців лідера «Катаїб» П. Жемайеля, в Лівані спалахнула громадянська війна. На стороні палестинців виступив блок «Національно-патріотичних сил» (НПС) на чолі з ПСП. Своєю чергою, Камаль Джумблат висунув програму політичних реформ, зажадавши серйозно змінити конфесійну систему організації влади, яка склалася на той час.
Прагнучи припинити озброєне протистояння, президент С.Франж'є призначив в травні 1975 військовий уряд на чолі з Нуреддіном Ріфаї, але блок НПС відмовився визнати його. Після жорстоких боїв, за посередництвом Сирії був досягнутий хисткий компроміс: у уряд «національної єдності» на чолі з Р. Караме увійшли представники протиборчих сил.
Проте це вже не могло зупинити громадянську війну. У вересні 1975 був утворений «Комітет з національного діалогу», але його учасники так і не зуміли домовитися між собою: християнські партії вимагали усмирити палестинців і відновити національний суверенітет над всією територією країни, а НПС — проведення політичних реформ і перерозподілу влади між мусульманами і християнами. У січні 1976 ополчення ліванських християн почали блокаду двох таборів палестинських біженців в передмісті Бейруту, причому Сирія надавала допомогу палестинцям через своїх прихильників в палестинському русі («Ас-Сайка»). Президент Сирії Хафез Асад направив у допомогу ОВП і НПС Ярмукську бригаду зі складу Армії звільнення Палестини. Молоді офіцери підняли заколот в мусульманських частинах ліванської армії, і в березні 1976 урядові озброєні сили Лівану розпалися.
Мусульманський табір і НПС вимагали відставки президента С. Франж'є, але той відмовлявся поступитися. У травні 1976 президент Франції запропонував направити до Лівану французькі війська. Кінець кінцем був досягнутий компроміс за посередництва американського посланника Діна Мартіна: нові президентські вибори були проведені в травні, але С. Франж'є міг залишатися на посту до закінчення конституційного терміну своїх повноважень у вересні. Президентом був вибраний Еліас Саркіс, якого в 1970 підтримували мусульмани і ПСП.

## Втручання сирійських військ

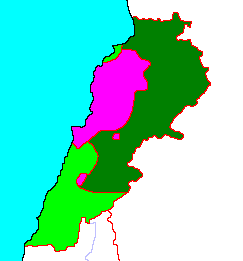
Контроль території Лівану у 1976
Християнські ополченці
Палестинські ополченці
Сирійські війська

Сирійський президент Хафез Асад прагнув встановити свій контроль над Ліваном і ОВП і використовувати їх як знаряддя своєї близькосхідної політики. У квітні 1976 до Лівану вступили сирійські війська. Після травня Сирія визнала, що на даному етапі доцільно надати підтримку християнським силам, щоб не допустити неконтрольованого розвитку подій. Після нападу на два християнські міста в Північному Лівані і звернення їх жителів по допомогу до Сирії, 1 червня почалося широкомасштабне сирійське вторгнення до Лівану. Х. Асада не зупинили навіть численні посередницькі зусилля різних арабських країн, яким вдалося лише відстрочити просування її військ в райони, що контролювалися НПС К. Джумблата і ОВП.
У вересні 1976 Е. Саркіс вступив на пост президента, а в жовтні в Ер-Ріяді скликана конференція голів Саудівської Аравії, Єгипту, Сирії, Кувейту, Лівану і ОВП. Згідно з прийнятим рішенням, в Лівані передбачалося відновити положення, що існувало до квітня 1975, включаючи угоди, поміщені між ліванським урядом і ОВП. Створювалися «Міжарабські сили самооборони» (МСС) чисельністю 30 000 осіб (85 % з них повинні були скласти сирійські війська, що вже знаходилися в країні). Вони одержували поновлюваний шестимісячний мандат на присутність по всій території країни (окрім крайнього Півдня) і відновлення миру. У березні 1977 убитий головний супротивник сирійської окупації Лівану лідер НПС Камаль Джумблат.
Вже в лютому 1978 союз між Сирією і християнськими силами Лівану звалився. Почалися зіткнення між частинами ліванської армії і озброєними формуваннями християн, з одного боку, і сирійськими частинами МСС, з іншою. Сирійців підтримував тільки колишній президент С. Франж'є, решта лідерів Ліванського фронту вважала їх окупантами. Бої між «Ліванськими силами» під командуванням Башира Жмайєля і сирійськими військами продовжувалися з червня по жовтень 1978. Сирійцям довелося відступити від східних меж Бейруту і його околиць, населених християнами.
У 1978 до Лівану знов вторглися ізраїльські війська. Відповідно до резолюції Ради Безпеки ООН в південні райони країни були введені Тимчасові сили ООН.
У новій ситуації більшість провідних угрупувань християнського табору стали орієнтуватися на союз з Ізраїлем. В результаті боїв в грудні 1980 — червні 1981 християнські сили витіснили сирійців із Захли. Ізраїль завдавав удари по палестинських загонах в Лівані. Спроби посередництва з боку Саудівської Аравії для врегулювання кризи не дали результатів.

## Ізраїльська окупація

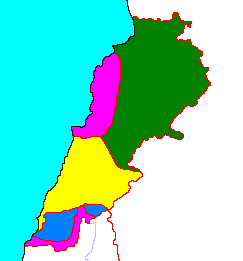
Контроль території Лівану у 1983
Християнські ополченці
Сирійські війська
Війська ООН
Ізраїльські війська

У червні 1982 Ізраїль почав широкомасштабні військові операції в Лівані, направлені, в першу чергу, проти ОВП, і захопив велику частину території країни. До осені палестинці вимушені були покинути Західний Бейрут, а сирійські війська — піти зі столиці й районів на південь від шосе Бейрут — Дамаск. Спостереження за виведенням палестинських формувань здійснювали багатонаціональні сили.
В умовах військових успіхів ізраїльтян президентом Лівану був вибраний в серпні 1982 командувач «Ліванських сил» Б. Жмайєль, проте він був убитий до вступу до посади. Замість нього президентом Лівану став його брат Амін Жмайєль (1982—1988). Ізраїльтяни окупували Західний Бейрут і дозволили «Ліванським силам» влаштувати різанину палестинців в таборах біженців Сабра і Шатіла. В кінці вересня 1982 до Бейрута були знов введені багатонаціональні сили, до яких увійшли контингенти із США, Франції, Італії та Великої Британії.
А. Жмайєль почав в грудні 1982 переговори про виведення ізраїльських військ з Лівану. У результаті в травні 1983 була підписана угода про створення в Південному Лівані «зони безпеки», щоб припинити озброєні напади на Ізраїль з території Лівану. Обурені палестинці і мусульманські екстремісти, визнавши угоду капітуляцією перед Ізраїлем і Заходом, розвернули напад на американських і французьких військовослужбовцях з складу багатонаціональних сил. У червні опозиція об'єдналася у Фронт національного порятунку. Загони друзів, які очолив Валід Джумблат (син К. Джумблата), і палестинців нападали на сили ліванського уряду в гірських районах Шуф і Алей, на сході і південному сходу від столиці. У вересні 1983 вони вигнали звідти 300 тис. християн. За посередництва Саудівської Аравії 25 вересня 1983 вдалося добитися домовленості про припинення вогню. Проте конференція з врегулювання в Женеві за участю представників ліванського уряду, друзьких і шиїтських угрупувань в жовтні-листопаді закінчилася безрезультатно. Сирія наполягала на розірванні лівано-ізраїльської угоди. У лютому 1984 сили В. Джумблата і загони шиїтів «Амаль», на чолі з Набіхом Беррі за підтримкою Сирії розбили частини ліванської армії і заволоділи Західним Бейрутом. Вибухи бомб в американському посольстві в Лівані і штабах багатонаціональних сил в 1983—1984, організовані кругами, близькими до руху «Хізбалла», змусили багатонаціональні сили в лютому 1984 залишити Ліван.
5 березня 1984 А. Жмайєль вимушений був прийняти вимоги Сирії і оголосив про скасування угод 1983 року з Ізраїлем. Після цього в березні зібралася нова конференція з врегулювання в Лозанні, а в квітні в країні вдалося сформувати уряд «національної єдності» на чолі з Р. Караме, до якого увійшли К. Шамун (лідер НЛП), П. Жмайєль (лідер «Катаїб»), Н. Беррі (лідер «Амаль»), впливовий мусульманський політики Селимо Хосс (прем'єр-міністр в 1976—1980), представники ПСП і ін. Провідну роль в ліванських справах стала грати Сирія.
У червні 1985 року Ізраїль в односторонньому порядку вивів свої війська з більшої частини території країни. Він залишив за собою лише «зону безпеки» на Півдні шириною від 10 до 25 км. Ця зона була передана під контроль проізраїльської «Армії Південного Лівану» на чолі з генералом Антуаном Лахадом.

## Останні роки війни
Після вибуху бомби в Захлі у вересні 1985 року в місто були введені сирійські війська. Сирійці увійшли також в Триполі.
Основним союзником Сирії в Лівані з травня 1985 став шиїтський рух «Амаль» Н. Беррі. Разом з Сирією, що прагнула узяти під контроль діяльність ОВП в Лівані, бійці «Амаль» брали участь в «війні таборів» — акціях проти палестинських поселень, які тривали до червня 1988.
У грудні 1985 В. Джумблат, Н. Беррі та командувач «Ліванських сил» (ЛС) Елі Хобейка підписали в Дамаску угоду про розміщення сирійських військ в зонах, які знаходилися під контролем їх угрупувань. Президент А. Жмайєль відмовився ратифікувати угоду, а християнські лідери змістили Е. Хобейку. Новий командувач ЛС Самір Жажа відмовився його виконувати. У відповідь Сирія підтримала відкол групи Хобейки від ЛС, а також спонукала ліванських міністрів-мусульман почати 1 січня 1986 бойкот президента, який продовжувався аж до його відходу з поста в 1988.
Протиборство розгорілося і в шиїтському таборі, де «Амаль» прагнув витіснити «Хізбаллу», що посилилося після дій, направлених проти західних громадян і їх інтересів в Лівані. У березні 1984 «Хізбалла» викрала керівника відділяння ЦРУ в Бейруті Вільяма Баклі, після цього почалися захоплення журналістів, дипломатів, священнослужителів, вчених і військових. З березня 1988 по грудень 1990 ополчення руху «Амаль» Набіха Беррі вело бойові дії проти організації «Хізбалла» на півдні Лівану і в південних передмістях Бейрута.
У 1987 Р. Караме був убитий і функції прем'єр-міністра тимчасово перейшли до С. Хоссу. Тим часом у 1988 році добігав кінця термін президентських повноважень А. Жмайєля. З причини гострого політичного протиборства парламент не міг зібратись для обрання нового голови держави. Йдучи з поста президента у вересні 1988, А. Жмайєль призначив командуючого армією, генерала Мішеля Ауна прем'єр-міністром «перехідного військового уряду». Аун розмістився в президентському палаці і став виконувати обов'язки глави держави. Мусульманські і просирійські лідери відмовилися визнати його і підтримали прем'єр-міністра С. Хосса. Виникла ситуація двовладдя.
У березні 1989 в країні відновилися військові дії. За участю «Комітету трьох» Ліги арабських держав (Алжиру, Саудівської Аравії і Марокко) вдалося виробити «Хартію національної згоди Лівану». Значна частина ліванських парламентаріїв була зібрана в саудівському місті Ет-Таїфі і 22 жовтня 1989 схвалила «Хартію». Таїфські угоди передбачали досягнення компромісу між ліванськими общинами при фактичній гегемонії Сирії. Християни погоджувалися на проведення політичних реформ, пом'якшення конфесійної системи, більш рівномірний розподіл влади і представництво мусульман в державних органах. У парламенті повинне було бути рівне число депутатів від християн і мусульман. Президентський пост залишився за маронітами: у листопаді 1989 на цю посаду вибрали прихильника співпраці з Сирією Рене Муавада. Але вже через 17 днів після вступу на пост він був убитий. Замість нього президентом став інший просирійський політик — Еліас Храуї (1989—1998). Він знову призначив прем'єр-міністром С. Хосса.
Генерал Аун відмовився визнати Таїфські угоди і закріпився в президентському палаці в Бейруті. Він оголосив про початок «визвольної війни» проти Сирії. Проте його сили були потроху витіснені звідусіль, і в жовтні 1990, після серії сирійських авіанальотів, він капітулював і сховався у французькому посольстві в Бейруті. Пізніше він зміг виїхати до Франції.
Ціна громадянської війни виявилася дуже великою. За офіційними урядовими даними, за 1975—1990 роки загинули 94 тис. мирних осіб, 115 тис. були поранені, 20 тис. зникло безвісти, 800 тис. втекли з країни. Загальний збиток, нанесений країні, оцінюється в 6–12 млрд дол.